# 帕里蒂利亞
帕里蒂利亞（西班牙語：Paritilla），是巴拿馬的城鎮，位於該國中南部，由洛斯桑托斯省的波克里區負責管轄，面積48.2平方公里，海拔高度137米，2010年人口783，人口密度每平方公里16.2人。